# Miramont-Latour
Miramont-Latour är en kommun i departementet Gers i regionen Occitanien i sydvästra Frankrike. Kommunen ligger i kantonen Fleurance som tillhör arrondissementet Condom. År 2022 hade Miramont-Latour 144 invånare.

## Befolkningsutveckling
Antalet invånare i kommunen Miramont-Latour
Referens:INSEE